# Engels-Spaanse Oorlog (1727-1729)
De Engels-Spaanse oorlog van 1727-1729 was een militair conflict tussen het Koninkrijk Groot-Brittannië en het Koninkrijk Spanje. Hoewel de eerste gevechten in de zomer van 1726 in het Caraïbische gebied begonnen, werd pas bij de eerste confrontatie in Europa op 11 februari 1727 gesproken van een oorlog. De formeel niet-verklaarde oorlog tussen de twee landen was het hoogtepunt van een pan-Europese crisis met aan de ene kant de alliantie van Herrenhausen en aan de andere kant de bondgenoten van het Verdrag van Wenen.
Door diplomatiek optreden kon een algemene oorlog worden voorkomen. In essentie, bleef het vechten beperkt tot de maritieme operaties in het Caraïbische gebied, zonder dat dit tot grote zeeslagen leidde. In Europa was de belegering van de Gibraltar het enige substantiële geschil. Het conflict eindigde formeel op 9 november 1729 met de sluiting van de Vrede van Sevilla en het herstel van de status quo ante. De fundamentele verschillen tussen de twee landen zijn hiermee echter niet geëlimineerd, wat nauwelijks tien jaar later weer tot een oorlog zal leiden.